# Montopoli di Sabina
Montopoli di Sabina ist eine italienische Gemeinde mit 4066 Einwohnern (Stand 31. Dezember 2023) in der Provinz Rieti in der Region Latium.
|  |

## Geographie
Montopoli liegt 51 km nördlich von Rom und 39 km südwestlich von Rieti.
Das Gemeindegebiet wird im Westen und Süden von den Flüssen Tiber und Farfa begrenzt. Nordöstlich reicht es in die Hügellandschaft der Sabiner Berge. Die Gemeinde erstreckt sich über eine Höhendifferenz von 26 bis 680 m s.l.m.
Zur Gemeinde gehören die Ortsteile Bocchignano, Casenove, Colonnetta La Memoria, Ferruti, Granari, Granica di Montopoli, Ponte Sfondato, Ponticchio und Santa Maria.
Die Gemeinde liegt in der Erdbebenzone 2 (mittel gefährdet).
Die Nachbargemeinden sind Castelnuovo di Farfa, Fara in Sabina, Fiano Romano (RM), Montelibretti (RM), Nazzano (RM), Poggio Mirteto, Salisano und Torrita Tiberina (RM).

### Verkehr
Montopoli befindet sich  an der strada stadale SS 313, die von der Autobahnauffahrt Roma Nord an der A1 Autostrada del Sole nach Terni führt.
Der nächste Bahnhof ist in Poggio Mirteto Scalo an der Regionalbahnstrecke FR1 in 7 km Entfernung vom Ortszentrum.

## Geschichte
Montopoli wurde 1055 erstmals in einem Dokument der Abtei Farfa erwähnt. Während der Auseinandersetzungen zwischen Papst Gregor IX. und Kaiser Friedrich II. wurde der Ort um 1230 von den Soldaten des ersteren geplündert. Um 1370 war er kurzzeitig im Besitz von Pietro Colonna, um dann an die Familie Orsini zu fallen, die ihn bis 1641 behielt. Danach war er im Besitz der Camera Apostolica.

## Bevölkerungsentwicklung
| Jahr      | 1861 | 1881 | 1901 | 1921 | 1936 | 1951 | 1971 | 1991 | 2001 |
| Einwohner | 1101 | 1087 | 1768 | 2382 | 3241 | 3665 | 3062 | 3472 | 4098 |

Quelle: ISTAT

## Politik
Andrea Fiori (Lista Civica: Avanti Montopoli) wurde am 26. Mai 2019 zum Bürgermeister gewählt.

## Sehenswürdigkeiten
- Die Kirche Santa Maria degli Angeli am südlichen Ortsrand ist eine der beeindruckendsten Kirchen der Renaissance, die in der Sabina vorhanden sind. Sie wurde von den wichtigsten Familien um 1600 gestiftet, die sich in den vier Seitenkapellen auf den Schlusssteinen der Bögen mit ihren Wappen verewigten.
- Die Kirche Santa Maria delle Grazie ist ein Bau des Manierismus mit einer entsprechenden Fassade in zwei Ordnungen.
- Die Kirche San Michele im Ortszentrum hat eine schlichte Fassade und innen je drei Seitenkapellen sowie eine malerische Ausstattung des 19. Jahrhunderts.
- Im Zentrum sind das Rathaus, in dem das Original der statuti terrae Montisopoli aufbewahrt wird, der Palazzo Orsini und ein klassizistischer Brunnen vorhanden.
- Die Torre Ugonesca nahebei ist nach Abt Hugo I. von Farfa benannt (997–1038).
- Am Beginn der Via della Colonnetta ist eine Wegesäule auf einem Säulenstumpf mit einer oberen Kugel vorhanden, an deren viereckigem Mittelteil die Namen vierer Orte der weiteren Umgebung aufgeführt sind.
- In der südlichen Lokalität Ponte Sfondato sind die Reste einer natürlichen Brücke über den Fluss Farfa zu sehen, die im Jahre 1961 eingestürzt ist, nachdem sie im Zweiten Weltkriege bereits beschädigt worden war. Nahebei sind die Ruinen des Castello di Tribuco zu sehen, das als Burg bis zur Zerstörung im Jahre 1138 auf Anordnung von Papst Innozenz II. bestand. In ihm war im Februar 1111 Papst Paschalis II. kurzzeitig inhaftiert.